# Otto Lueger

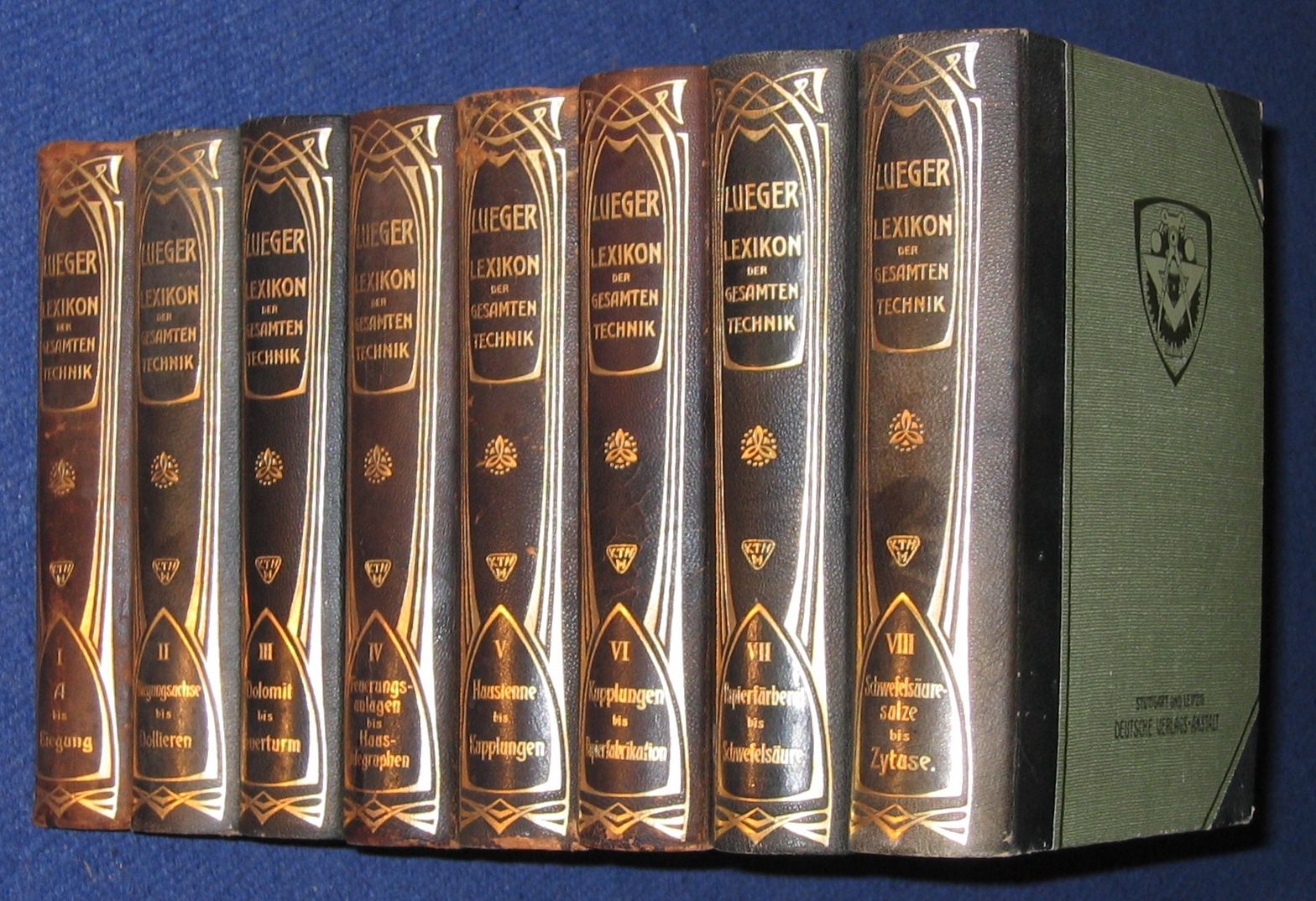
Lexikon der gesamten Technik, 2.ª Edição 1904

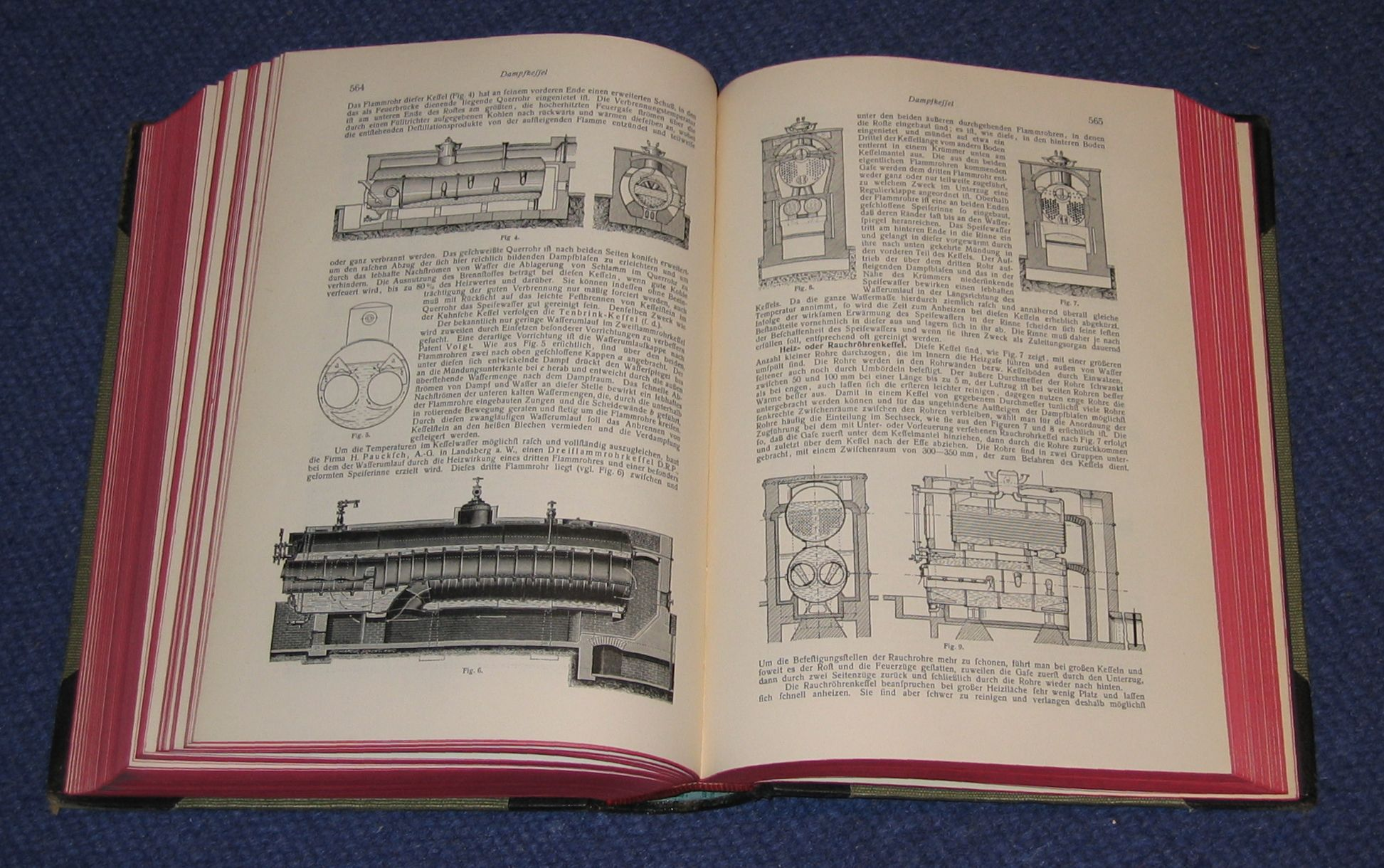
„Dampfkessel“, Lexikon der gesamten Technik, 2.ª Edição 1904

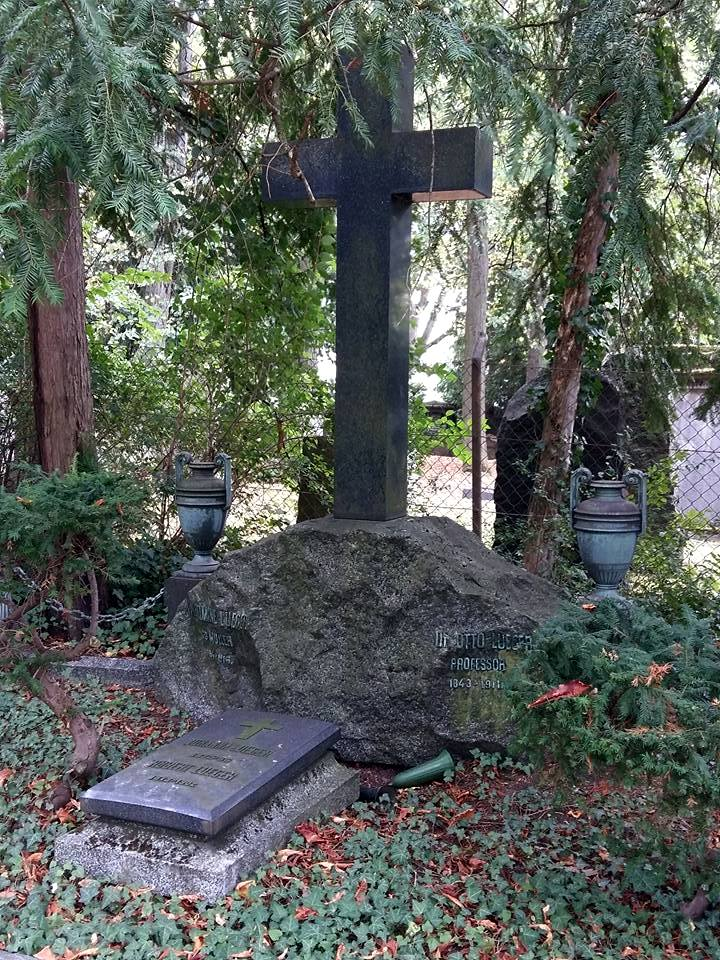
Sepultura no Pragfriedhof

Otto Lueger (Tengen, 13 de outubro de 1843 – Stuttgart, 2 de maio de 1911) foi um engenheiro alemão, editor do Lexikon der gesamten Technik.

## Formação e carreira
Lueger estudou no Polytechnikum Karlsruhe. Depois empreendeu viagem de estudos pela Europa. A partir de 1866 trabalhou no sistema hidráulico de Karlsruhe, a partir de 1871 no de Frankfurt am Main. A partir de 1874 dirigiu o departamento de engenharia civil de Frankfurt, e mais tarde o de Freiburg im Breisgau. 
A partir de 1878 foi engenheiro autônomo em Stuttgart, construindo principalmente sistemas hidráulicos, dentre outros em Baden-Baden, Freiburg im Breisgau, Pforzheim e Lahr.
Em reconhecimento às suas realizações científicas e práticas no campo do abastecimento de água, Otto Lueger recebeu um doutorado honorário da Universidade de Halle-Wittenberg em 1894.
A partir de 1895 foi professor extraordinário e a partir de 1903 professor ordinário de engenharia hidráulica na Technische Hochschule Stuttgart. Lueger foi o primeiro editor do Lexikon der gesamten Technik, que foi publicado em várias edições.
Está sepultado no Pragfriedhof, em Stuttgart.

## Obras
- Die Brunnenleitung der Stadt Freiburg. Erbaut 1873-76. Eine Darstellung des Zustandekommens, der Ausführung und des Betriebes derselben. Freiburg im Breisgau 1879.
- Theorie der Bewegung des Grundwassers in den Alluvionen der Flussgebiete. Stuttgart 1883.
- Die Wasser-Versorgung der Stadt Lahr. Lahr 1884.
- Die Wasserversorgung der Städte. 2 Volumes, 1890. / 2.ª Edição, 1908.
- Editor: Lexikon der gesamten Technik.
  - 1.ª Edição, 7 Volumes, 1894–1899.
  - 2.ª Edição, 8 Volumes, 1904–1910. / (póstumo) Volumes Suplementares 1914 e 1920.
  - 3.ª Edição, 7 Volumes, 1926–1929. (póstumo)
  - 4.ª Edição, 17 Volumes, 1960–1972. (póstumo)